# Trappist-1 f
Trappist-1 f, auch als 2MASS J23062928-0502285 f bezeichnet, ist ein Exoplanet, der den Zwergstern Trappist-1 in der habitablen Zone umkreist. Er befindet sich etwa 40 Lichtjahre (12 Parsec) von der Erde entfernt im Sternbild Wassermann.

## Planet im Trappist-1-System
Trappist-1 f ist von seinem Stern aus gezählt der fünfte von sieben Planeten in seinem Sonnensystem. Er ist einer der vier Planeten um Trappist-1, die mit dem Spitzer-Weltraumteleskop über die Transitmethode gefunden wurden. Vermutlich umkreisen alle Planeten des Trappist-1-Systems den Zwergstern in einer gebundenen Rotation, das heißt, eine Seite der Planeten ist ununterbrochen vom Stern beschienen (immerwährender Tag, warm) und eine Seite nie (immerwährende Nacht, kalt), dazwischen liegt eine ringförmige Zone mit mittleren Temperaturen.
Trappist-1 f umkreist seinen Stern mit einer Umlaufdauer von etwa 9,2 Tagen.

## Eigenschaften
Trappist-1 f ist ein erdähnlicher Planet. Während sein Radius mit 1,045 Erdradien fast identisch mit dem der Erde ist, beträgt seine Masse nur 0,68 Erdmassen. Damit hat er eine geringere Dichte als die Erde, etwa 5 g/cm³, und eine Oberflächenbeschleunigung von 95 % des Wertes der Erde. Seine errechnete Gleichgewichtstemperatur beträgt 215 K (−58 °C).
Aufgrund dieser Eigenschaften wird spekuliert, dass Trappist-1 f möglicherweise eine Ozeanwelt ist, deren sonnenabgewandte Seite von einer Eiskruste überzogen ist.

## Habitabilität
Der Exoplanet umkreist den Stern entweder noch im Inneren oder knapp außerhalb der habitablen Zone. Das bedeutet, unter bestimmten geeigneten Bedingungen und atmosphärischen Eigenschaften könnte flüssiges Wasser auf der Oberfläche des Planeten existieren. Er hat einen Earth Similarity Index von 0,68.
Über die chemische Zusammensetzung und etwaige Atmosphäre des Planeten ist bislang nichts bekannt.